# 4674 Pauling
4674 Pauling eller 1989 JC är en asteroid upptäckt 2 maj 1989 av den amerikanska astronomen Eleanor F. Helin vid Palomarobservatoriet. Asteroiden har fått sitt namn efter Linus Pauling, mottagare av Nobels fredspris, 1962, och Nobelpriset i kemi, 1954.
Den tillhör asteroidgruppen Hungaria.

## S/2004 (4674) 1
En måne med den provisoriska beteckningen S/2004 (4674) 1 upptäcktes 4 mars 2004 av W. J. Merline med flera vid Europeiska sydobservatoriet. Månen har en diameter på 2,5 kilometer. Medelavståndet till Pauling är cirka 250 kilometer. Omloppstiden är 45 dygn.